# 1906년 중간 올림픽 육상 남자 5mi
1906년 중간 올림픽 육상 남자 5mi 종목은 1906년 4월 25일에 그리스 아테네에서 진행된, 1906년 중간 올림픽 육상의 5 마일 달리기 종목이다. 12개국에서 28명의 선수가 참가하였다.

## 경기장
| 도시   | 경기장              | 원어명             | 로마자               | 비고    |
| ------ | ------------------- | ------------------ | -------------------- | ------- |
| 아테네 | 파나티나이코 경기장 | Παναθηναϊκό στάδιο | Panathinaiko Stadium | 전 경기 |

## 경기 결과
| 순위 | 선수                              | 기록    | 비고 |
| ---- | --------------------------------- | ------- | ---- |
| 1    | 헨리 하트레이 (GBR)               | 26:11.8 |      |
| 2    | 요한 스반베리 (SWE)               | 26:19.4 |      |
| 3    | 에드바르드 달 (SWE)               | 26:26.2 |      |
| 4    | 조지 본허그 (USA)                 | 불명    |      |
| 5    | 페리클레 파글리아니 (ITA)         | 불명    |      |
| 6    | 조지 블레이크 (AUS)               | 불명    |      |
| 불명 | 펠릭스 크비에톤 (AUT)             | 불명    |      |
| 불명 | 아르노슈트 네이에들리 (BOH)       | 불명    |      |
| 불명 | 아서 마르손 (EGY)                 | 불명    |      |
| 불명 | 프랜시스 에드워즈 (GBR)           | 불명    |      |
| 불명 | 존 맥고 (GBR)                     | 불명    |      |
| 불명 | 헨리 웨버 (GBR)                   | 불명    |      |
| 불명 | 어놀드 처칠 (GBR)                 | 불명    |      |
| 불명 | 스테펀 커널리 (GBR)               | 불명    |      |
| 불명 | 디미트리오스 스타무 (GRE)         | 불명    |      |
| 불명 | 크세노폰 밀로나키스 (GRE)         | 불명    |      |
| 불명 | 이오아니스 아르바니티스 (GRE)     | 불명    |      |
| 불명 | 디미트리오스 칸트지아스 (GRE)     | 불명    |      |
| 불명 | 이오아니스 산토리나이오스 (GRE)   | 불명    |      |
| 불명 | 알키비아디스 트젤레포풀로스 (GRE) | 불명    |      |
| 불명 | 에른스트 세란데르 (SWE)           | 불명    |      |
| 불명 | 허베이 콘 (USA)                   | 불명    |      |
| 불명 | 윌리엄 프랭크 (USA)               | 불명    |      |
| -    | 루이 보니오 드 프뢰라 (FRA)       | DNF     |      |
| -    | 가스통 라그뇌 (FRA)               | DNF     |      |
| -    | 헤르만 뮐러 (GER)                 | DNF     |      |
| -    | 프리츠 스쿨루 (NOR)               | DNF     |      |
| -    | 존 델리 (GBR)                     | DSQ     |      |

## 메달리스트
| 종목     | 금                   | 은                     | 동                     |
| -------- | -------------------- | ---------------------- | ---------------------- |
| 남자 5mi | 헨리 하트레이 · 영국 | 요한 스반베리 · 스웨덴 | 에드바르드 달 · 스웨덴 |

## 참고 자료
- (영어) “Athletics at the 1906 Athina Summer Games: Men's 5 mile”. sports-reference.com. 2011년 9월 21일에 원본 문서에서 보존된 문서. 2018년 12월 11일에 확인함.
- (영어) De Wael, Herman. “Herman's Full Olympians: "Athletics 1906".”. 2016년 3월 5일에 원본 문서에서 보존된 문서. 2018년 11월 28일에 확인함.